# Bahram Hajou
Bahram Hajou (* 25. Juni 1952 in Deruna, Syrien) ist ein deutscher Maler kurdischer Abstammung, dessen Werke dem Neoexpressionismus zugeordnet werden können. Er studierte an der renommierten Kunstakademie Düsseldorf, wo er Meisterschüler von Professor Norbert Tadeusz wurde. Nach seinem Abschluss unterrichtete er kurzzeitig an der Gesamtschule Ückendorf in Gelsenkirchen, bevor er sich Anfang der 1990er Jahre vollständig der freien Kunst widmete. Heute lebt und arbeitet Hajou in Münster, Deutschland, und unterhält zudem ein Atelier in New York, USA.

## Künstlerischer Stil
Bahram Hajous Werke lassen sich dem Neoexpressionismus zuordnen, einer Stilrichtung, die emotionale Tiefe mit expressiven Farbflächen verbindet. Charakteristisch für seine Kunst sind:
- vereinfachte menschliche Figuren, oft in introspektiven oder melancholischen Posen
- subtile, aber intensive Farbpaletten, die psychologische Zustände widerspiegeln
- minimalistische Hintergründe, die den Fokus auf Emotionen und Körpersprache legen

Thematisch befasst sich Hajou mit Einsamkeit, Sehnsucht, zwischenmenschlichen Beziehungen und existenziellen Fragen. Seit 1981 nimmt er an Ausstellungen im In- und Ausland teil. Seine Werke wurden bei internationalen Auktionen der renommierten Häuser Christie’s und Sotheby’s angeboten und erreichen sechsstellige Euro-Beträge.

## Preise und Auszeichnungen
- 2014: Henri-Matisse-Preis, Château Musée Grimaldi, Frankreich
- 2008: Preis der Mittelmeer-Biennale, Trogir, Kroatien
- 1990: Quadrat-Preis des Josef-Albers-Museums, Bottrop, Deutschland

## Sammlungen und Museen
Seine Werke sind in bedeutenden Kunstsammlungen zu finden, darunter:
- Mathaf: Arab Museum of Modern Art, Katar
- ArtHall Oldenburg, Deutschland
- Deutsche Bank Kunstsammlung, Deutschland
- Sammlung von Sheikh Rashed Al Khalifa, Bahrain

## Ausstellungen (Auswahl)
- 2004 Kunstmesse Osnabrück - Impulse (Deutschland)
- 2005 Galerie Kreuziger, Worpswede (Deutschland)
- 2005 Atassi Gallery, Dubai (U.A.E.)
- 2006 Kunsthalle Faust, Hannover (Deutschland)
- 2006 Galerie Holbein, Hannover (Deutschland)
- 2006 Galerie Carolyn Heinz, Hamburg (Deutschland)
- 2006 Galerie Al Hiwar, Riadh (Saudi-Arabien)
- 2007 Galerie Zeugma, Köln (Deutschland)
- 2007 Galerie Michael Nolte, Münster (Deutschland)
- 2007 art club kunstverein, Burgwedel/Isernhagen (Deutschland)
- 2008 Museum for modern Art, Latakia (Syrien)
- 2008 Kunstkompakt 5, Gladbeck (Deutschland)
- 2008 Galerie Zeugma, Köln (Deutschland)
- 2008 Kairo Biennale, Kairo (Ägypten)
- 2009 Karim Gallery, Amman (Jordanien)
- 2010 Art House Gallery, Damaskus (Syrien)
- 2010 Aida Cherfan Fine Art Gallery, Beirut (Libanon)
- 2010 Galerie Kula (Museum Split/Kroatien)
- 2012 Museum Contemporary Art (Bratislava) Danubiana
- 2013 Galerie Ludwig Trossaert, Antwerpen (Belgien)
- 2013 Galerie GNG Gilles Naudine, Paris (Frankreich)
- 2013 White Box Gallery, New York (USA)
- 2014 Art House, Wien(Österreich)
- 2014 Henry Matisse Price, Château Musée Grimaldi, Paris (Frankreich)
- 2014 Galerie Ludwig Trossaert, Antwerpen (Belgien)
- 2015 Galerie GNG, Paris (Frankreich)
- 2015 Kunsthaus Langenberg e.V. Alldie Kunst (Norbert Bauer), Langenberg/Düsseldorf, (Deutschland)
- 2015 Office Kleine Galerie (Art against violence), Wien (Österreich)
- 2015 Art Élysées (Petit Palace), Paris (Frankreich)
- 2015 Art Fair, Istanbul contemporary, Istanbul (Türkei)
- 2016 Foyer des Stadttheaters Münster, Münster (Deutschland)
- 2016 Galerie Karsi Sanat’ta, Istanbul (Türkei)
- 2016 Galerie Ludwig Trossaert, Antwerpen(Belgien)
- 2016 Sollefteå konst förening, (Schweden)
- 2016 Überkopf Kunstbegegnen, Münster (Deutschland)
- 2016 Palagio Contemporaneo (Italien)
- 2017 Kulturcentrum, Manama (Bahrain)
- 2017 Art Karlsruhe, Karlsruhe (Deutschland)
- 2017 Karim Gallery, Amman (Jordanien)